# 초인플레이션

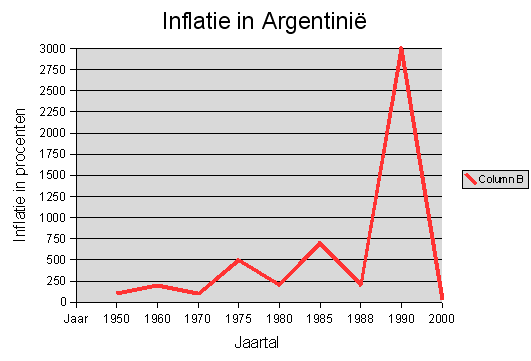
아르헨티나의 초 인플레이션

초인플레이션(영어: Hyperinflation 하이퍼인플레이션[*])은 경제학적으로 물가상승이 통제를 벗어난 상태로서 1개월당 50% 이상의 인플레이션율을 기록하는 상황을 말한다. 초인플레이션의 원인은 전쟁이나 경제불안 등으로 인하여 국가재정이 악화된 상태에서 시뇨리지를 얻기 위해 계속된 화폐발행으로 통화량이 급격히 증가할 때 나타난다.

## 정의
1956년 필립 D. 케건은 초인플레이션과 그 영향에 대한 최초의 진지한 연구로 여겨지는 초인플레이션의 통화 역학(The Monetary Dynamics of Hyperinflation)을 저술했다. 케건은 그의 저서에서 초인플레이션을 월별 인플레이션율이 50%를 초과하는 달에 시작하여 월별 인플레이션율이 50% 미만으로 떨어지고 적어도 1년 동안 그 상태를 유지하면 끝나는 것으로 정의했다. 경제학자들은 보통 월 인플레이션율이 50%를 초과할 때 초인플레이션이 발생한다는 케건의 설명을 따른다(연간 12874.63%에 해당한다.)
국제회계기준위원회는 초인플레이션 환경에서 회계 규칙에 대한 지침을 발표했다. 초인플레이션이 언제 발생하는지에 대한 절대적인 규칙을 설정하지 않고 대신 초인플레이션의 존재를 나타내는 요인이다.
- 민간인는 부를 비화폐적 자산이나 상대적으로 안정적인 외화로 유지하는 것을 선호한다. 현재 보유하고 있는 현지통화 금액을 즉시 투자하여 구매력 유지를 한다

- 대중은 화폐 금액을 현지 통화가 아닌 상대적으로 안정적인 외화로 간주하며 가격은 해당 통화로 표시될 수 있다.

- 주식의 매도 및 매수는 신용 기간이 짧더라도 신용 기간 동안 예상되는 구매력 상실을 보상하는 가격으로 이루어진다.

- 이자율, 임금 및 물가는 물가 지수와 연결된다.

- 3년 동안의 누적 인플레이션율은 100%에 근접하거나 초과한다.

## 원인
높은 인플레이션의 원인은 여러 가지가 있을 수 있지만 거의 모든 하이퍼인플레이션은 통화 창출로 자금을 조달한 정부 예산 적자로 인해 발생했으며 피터 베른홀츠는 29개의 하이퍼인플레이션(케건의 정의에 따름)을 분석하고 그 중 최소 25개가 이러한 방식으로 발생했다고 결론지었다. 초인플레이션의 필요조건은 금화나 은화 대신 지폐를 사용하는 것이다. 1789-1796년의 프랑스 초인플레이션과 같은 일부 예외를 제외하고 역사상 대부분의 하이퍼인플레이션은 19세기 후반에 화폐 사용이 널리 보급된 이후에 발생했다. 프랑스의 초인플레이션은 전환 불가능한 지폐인 assignat이 도입된 후 발생했다.

## 각국의 초인플레이션
초인플레이션은 여러 시대에 걸쳐 등장하였으며, 최근까지도 남미등에서 발생한 적이 있다.

### 유럽

#### 독일

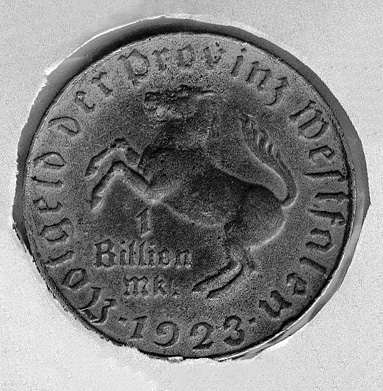
1조 마르크 동전

1차 세계 대전이 끝난 후 바이마르 공화국정부는 전후 배상금 문제와 경기 진작을 위해 화폐를 발행하였고, 이는 초인플레이션으로 이어져 1924년 100조 마르크화를 발행한 적이 있다.
동전으로는 역사상 가장 큰 단위인 1조 마르크 동전을 발생하기도 하였다.

#### 헝가리
2차 세계대전 이후 헝가리의 펭괴의 가치는 급격하게 떨어져, 20,000,000,000,000,000,000,000,000,000(2양) 펭괴를 발행하기에 이르렀다.
결국 1946년 7월, 펭괴는 포린트로 대체되었다.

### 남미
1990년에 브라질은 2,740%, 아르헨티나는 2,315%의 초인플레이션을 경험했다.

### 아프리카
아프리카는 1889년 초인플레이션으로 사람들이 자신의 종족을 먹는 기이한 일까지 생기게 된다. 하이퍼 인플레이션의 폐해이다.

#### 짐바브웨

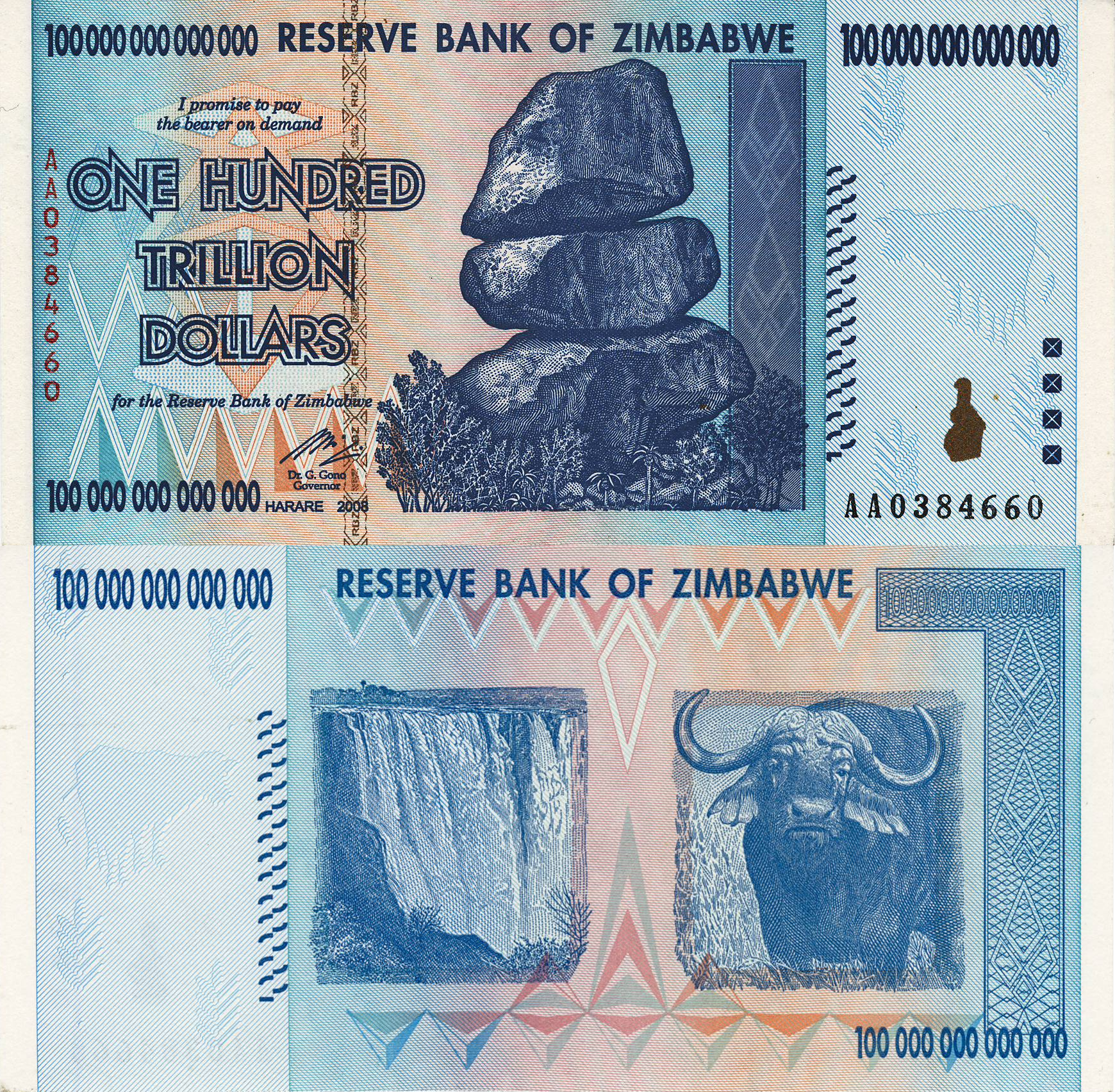
100조 짐바브웨 달러

짐바브웨는 전 세계적으로 가장 인플레이션이 높은 나라로, 최근 2억%라는 최악의 인플레이션율을 나타내고 있다.최근 짐바브웨 정부는 2009년 3월 2일 통화개혁을 단행했다. 그러나 이 통화 개혁 마저 초인플레이션의 규모가 너무 컸기 때문에 당분간 자국의 화폐를 미국 달러로 대체하는 통화 개혁을 하게 되었다.
2015년 6월, 1 미합중국 달러 당 3경5천조 짐바브웨 달러의 교환비에 달한 상황에서, 짐바브웨 중앙은행은 6월 15일부터 당해 9월 30일까지 짐바브웨 달러의 통용을 금지했다.

## 같이 보기
- 봉쇄
- 외환위기
- 채무
- 불환지폐